# Drew Weissman
Drew Weissman (Lexington, 7 settembre 1959) è un medico statunitense.

## Biografia
Nel 2023 ha ricevuto il Premio Nobel per la medicina insieme a Katalin Karikó «per le loro scoperte sulle modifiche alle basi azotate dei nucleosidi che hanno reso possibile lo sviluppo di vaccini a mRNA efficaci contro COVID-19».